# 송라초등학교 (경북)
송라초등학교는 대한민국 경상북도 포항시 북구 송라면 광천리에 있는 공립 초등학교이다.

## 학교 연혁
- 1906년 6월 11일 송라사립학교 개교
- 1929년 9월 15일 송라공립보통학교 개교(설립인가 6월 11일)
- 1938년 4월 1일 송라공립심상소학교로 개칭
- 1941년 4월 1일 송라공립국민학교로 개칭
- 1946년 4월 1일 송라국민학교로 개칭
- 1981년 3월 1일 병설유치원 개원
- 1994년 9월 1일 화산분교장 편입
- 1996년 3월 1일 화산분교장 통폐합
- 1996년 3월 1일 송라초등학교로 개칭
- 1999년 9월 1일 송라초·중학교 통합
- 2000년 12월 1일 송라초·중학교 다목적교실 개관
- 2019년 3월 1일 제37대 조미정 교장 부임
- 2020년 2월 7일 제91회 졸업(총 5,313명)

## 참고 자료
- 송라초등학교 - 한국교육학술정보원 학교알리미